# Mossdvärgspindel
Mossdvärgspindel (Minyriolus pusillus) är en spindelart som först beskrevs av Karl Friedrich Wider 1834.  Mossdvärgspindel ingår i släktet Minyriolus och familjen täckvävarspindlar. Arten är reproducerande i Sverige. Inga underarter finns listade i Catalogue of Life.